# Ville medicee

La localizzazione delle ville

Le ville medicee sono dei complessi architettonici rurali venuti in possesso in vari modi alla famiglia dei Medici fra il XV ed il XVII secolo nei dintorni di Firenze ed in Toscana.
Oltre che luoghi di riposo e svago esse rappresentavano la "reggia" estiva sui territori amministrati dai Medici e il centro delle attività economiche agricole dell'area in cui si trovavano.
Il 23 giugno 2013 la XXXVII Sessione del Comitato per il Patrimonio dell'Umanità a Phnom Penh ha iscritto l'insieme di 14 ville alla lista dei siti UNESCO come 49º dei beni italiani.

## Storia
Le prime ville medicee sono quelle del Trebbio e di Cafaggiolo, di severo aspetto fortificato trecentesco e legate esclusivamente al controllo dei fondi agricoli nella zona del Mugello, della quale erano originari i Medici.
Nel Quattrocento Cosimo il Vecchio fece edificare a Michelozzo le ville di Careggi e Fiesole, edifici ancora severi nelle forme, ma dove iniziano ad essere presenti degli elementi di svago: cortili, logge, giardini. Lorenzo de' Medici era solito risiedere per lunghi periodi a Careggi, qui soleva far riunire l'Accademia neoplatonica e il Cenacolo di Marsilio Ficino, e sempre qui lo colse la morte nel 1492. Gradualmente i Medici "accerchiarono" Firenze con le loro ville, mentre nel periodo granducale, di pari passo con lo svilupparsi dei loro interessi in tutta la Toscana, si assiste a una costellazione di queste strutture architettoniche anche in zone lontane dalla capitale del Granducato.
Il sistema delle ville medicee costituisce un vero e proprio microcosmo attorno al quale si svolgevano i rituali della corte medicea. Spesso sorte al posto di antichi castelli, tali ville esprimono al massimo l'alto livello di architettura rinascimentale e barocca raggiunto in Toscana, permettendo confronti sull'evoluzione degli stili. Tutto questo differenzia notevolmente le ville medicee dalle più semplici case rurali toscane.
Le ville potevano essere ereditate, acquistate, sequestrate o fatte costruire appositamente dai Medici. Alla fine del Cinquecento il sistema territoriale delle ville, dalle forti valenze economiche e strategiche, consisteva in almeno 17 tenute principali, secondo un profilo storico-artistico. A queste vanno aggiunte altre secondarie, d'interesse per lo più agricolo oppure tenute dai Medici per pochissimo tempo, per un totale di circa trenta ville vere e proprie. Molto più numerose furono poi le fattorie medicee e gli innumerevoli casini di caccia sparsi in tutta la Toscana.
La stagione delle ville medicee si concluse con Ferdinando I che acquistò Montevettolini e Artimino, mentre ampliava anche l'Ambrogiana, la Petraia e Castello. Le ville medicee sono rappresentate in una famosa serie di lunette dipinte nel 1599 circa da Giusto Utens nella villa della Petraia e che sono un insostituibile documento di come apparivano queste residenze nei secoli passati, particolarmente prezioso per quelle modificate in seguito oppure nel tempo perdute, come la Villa di Pratolino.
Ogni membro della famiglia Medici possedeva una sua tenuta come luogo di piacere e di rappresentanza, mentre il Granduca si spostava da una villa all'altra: per la caccia si recava a Pratolino, al Trebbio e a Cafaggiolo, in primavera soggiornava all'Ambrogiana, mentre ad Artimino, che si trova in collina, passava le giornate di luglio in frescura.
I giardini per le quali le ville sono famose hanno un primo esempio nella villa di Castello, dove Cosimo I fece realizzare quello che è il prototipo di giardino all'italiana da Niccolò Tribolo, autore in seguito anche del Giardino di Boboli.
Oggi le ville hanno varie destinazioni: alcune sono veri e propri musei (La Petraia, Poggio a Caiano, Cerreto Guidi), altre sono occupate da istituzioni (come a Castello dove il giardino è un museo, mentre la villa è la sede dell'Accademia della Crusca), altre ancora sono state vendute o affidate a privati, i quali le tengono per uso privato oppure le hanno destinate a cornice di eventi.
Solo 14 ville sono state iscritte nella lista dell'UNESCO.

## Ville

### Monumenti UNESCO
| Immagine | Lunetta | Nome                                              | Proprietà                                                                                       | Medicea dal         | al   | Comune                | Provincia | Superficie dell'area protetta (ha) | Superficie della zona tampone (ha) | Coordinate            |
| -------- | ------- | ------------------------------------------------- | ----------------------------------------------------------------------------------------------- | ------------------- | ---- | --------------------- | --------- | ---------------------------------- | ---------------------------------- | --------------------- |
|          |         | Villa di Cafaggiolo                               | Privata (fruibile per eventi)                                                                   | metà del XIV secolo | 1738 | Barberino di Mugello  | FI        | 2.35                               | 649.56                             | 43°57′53″N 11°17′41″E |
|          |         | Villa del Trebbio                                 | Privata (fruibile per eventi)                                                                   | metà del XIV secolo | 1738 | Scarperia e San Piero | FI        | 1.60                               | 650.31                             | 43°57′11″N 11°17′13″E |
|          |         | Villa di Careggi                                  | Pubblica (Regione Toscana)                                                                      | 1417                | 1738 | Firenze               | FI        | 3.6                                | 55.71                              | 43°48′33″N 11°14′58″E |
|          |         | Villa di Fiesole (Belcanto)                       | Privata                                                                                         | 1450                | 1671 | Fiesole               | FI        | 2.11                               | 44.88                              | 43°48′20″N 11°17′20″E |
|          |         | Villa di Castello                                 | Pubblica la villa (Accademia della Crusca, ente statale) e pubblico il giardino (museo statale) | 1480                | 1738 | Firenze               | FI        | 8.33                               | 289.31                             | 43°49′10″N 11°13′41″E |
|          |         | Villa di Poggio a Caiano                          | Pubblica (museo statale)                                                                        | 1470                | 1738 | Poggio a Caiano       | PO        | 9.31                               | 135.63                             | 43°49′03″N 11°03′23″E |
|          |         | Villa La Petraia                                  | Pubblica (museo statale)                                                                        | 1544                | 1738 | Firenze               | FI        | 21.31                              | 276.33                             | 43°49′08″N 11°14′12″E |
|          |         | Palazzo Pitti e giardino di Boboli                | Pubblica (museo statale)                                                                        | 1549-1550           | 1738 | Firenze               | FI        | 40.00                              | 132.00                             | 43°45′44″N 11°14′51″E |
|          |         | Villa di Cerreto Guidi                            | Pubblica (museo statale)                                                                        | 1555                | 1738 | Cerreto Guidi         | FI        | 0.76                               | 4.12                               | 43°45′31″N 10°52′45″E |
|          |         | Palazzo di Seravezza                              | Pubblica (museo comunale)                                                                       | 1560                | 1738 | Seravezza             | LU        | 1.01                               | 50.14                              | 43°59′38″N 10°13′55″E |
|          |         | Parco e villa di Pratolino (distrutta nel 1820)   | Pubblica (giardino comunale)                                                                    | 1568                | 1738 | Vaglia                | FI        | 26.53                              | 210.35                             | 43°51′28″N 11°18′15″E |
|          |         | Villa La Màgia                                    | Pubblica (Comune di Quarrata)                                                                   | 1583                | 1738 | Quarrata              | PT        | 2.10                               | 103.65                             | 43°51′06″N 10°58′22″E |
|          |         | Villa di Artimino (Ferdinanda o dei Cento camini) | Privata (esercizio di ristorazione)                                                             | 1596                | 1738 | Carmignano            | PO        | 1.04                               | 701.66                             | 43°46′55″N 11°02′39″E |
|          |         | Villa di Poggio Imperiale                         | Pubblica (Istituto statale della Santissima Annunziata)                                         | 1565                | 1738 | Firenze               | FI        | 5.35                               | 235.43                             | 43°44′56″N 11°14′52″E |

### Altre ville medicee toscane
| Immagine | Lunetta | Nome                        | Proprietà                          | Medicea dal   | al            | Comune                 | Provincia | Coordinate                  |
| -------- | ------- | --------------------------- | ---------------------------------- | ------------- | ------------- | ---------------------- | --------- | --------------------------- |
|          |         | Villa La Quiete             | Pubblica (Regione Toscana)         | 1453          | 1650          | Firenze                | FI        | 43°48′49″N 11°14′31″E       |
|          |         | Villa di Collesalvetti      | Pubblica (Comune di Collesalvetti) | 1464 (ante)   | 1738          | Collesalvetti          | LI        | 43°35′19.18″N 10°28′34.82″E |
|          |         | Villa di Mezzomonte         | Privata (fruibile per eventi)      | 1480 poi 1629 | 1482 poi 1644 | Impruneta              | FI        | 43°42′49.99″N 11°15′50.07″E |
|          |         | Villa di Agnano             | Privata (fruibile per eventi)      | 1486          | 1498          | San Giuliano Terme     | PI        | 43°44′06.46″N 10°29′09.1″E  |
|          |         | Villa di Spedaletto         | Privata                            | 1486          | 1492          | Lajatico               | PI        | 43°27′05.34″N 10°46′46.3″E  |
|          |         | Villa Il Palagio            | Privata                            | 1377          | 1548          | Montedomini (Dicomano) | FI        | 43°52′45.85″N 11°33′57.31″E |
|          |         | Villa di Camugliano         | Privata                            | 1530 circa    | 1615          | Ponsacco               | PI        | 43°36′05.37″N 10°39′18.12″E |
|          |         | Fattoria medicea di Stabbia | Privata                            | 1548          | 1738          | Cerreto Guidi          | FI        | 43°47′18.79″N 10°49′50.09″E |
|          |         | Villa della Topaia          | Privata                            | 1550 circa    | 1738          | Firenze                | FI        | 43°49′31.16″N 11°14′13.53″E |
|          |         | Villa di Marignolle         | Privata                            | 1560          | 1621          | Firenze                | FI        | 43°45′11.41″N 11°13′02.04″E |
|          |         | Villa di Arena Metato       | Privata                            | 1563 circa    | 1738          | San Giuliano Terme     | PI        | 43°46′18.65″N 10°22′31.56″E |
|          |         | Villa di Lappeggi           | Privata                            | 1569          | 1738          | Bagno a Ripoli         | FI        | 43°42′51″N 11°18′35.08″E    |
|          |         | Villa L'Ambrogiana          | Pubblica                           | 1574          | 1738          | Montelupo Fiorentino   | FI        | 43°43′50.76″N 11°00′52.07″E |
|          |         | Villa di Lilliano           | Privata                            | 1584          | 1738          | Bagno a Ripoli         | FI        | 43°43′01.29″N 11°18′47.07″E |
|          |         | Villa di Coltano            | Pubblica (Comune di Pisa)          | 1586          | 1738          | Pisa                   | PI        | 43°38′22.12″N 10°23′39.48″E |
|          |         | Villa di Montevettolini     | Privata                            | 1595 circa    | 1738          | Monsummano Terme       | PT        | 43°51′32.73″N 10°50′47.69″E |
|          |         | Villa di Buti               | Privata (fruibile per eventi)      | /             | /             | Buti                   | PI        | 43°43′33.95″N 10°35′06.77″E |
|          |         | Villa delle Pianore         | Privata                            | 1596 circa    | 1737          | Santa Maria a Monte    | PI        | 43°44′36.96″N 10°40′30″E    |

### Altre residenze dentro e fuori dalla Toscana
I Medici del ramo granducale ebbero numerose residenze cittadine a Firenze, Pisa, Siena e Livorno. Fuori dal territorio toscano possedettero alcuni prestigiosi palazzi anche a Roma, abitati per lo più dai cardinali della loro casata. Innumerevoli furono le ville dei rami secondari, che qui non sono elencate.
| Immagine | Nome                    | Proprietà                                                                 | Mediceo dal | al   | Comune  | Provincia | Coordinate                  |
| -------- | ----------------------- | ------------------------------------------------------------------------- | ----------- | ---- | ------- | --------- | --------------------------- |
|          | Palazzo Medici Riccardi | Pubblica (sede della città metropolitana di Firenze)                      | 1444        | 1659 | Firenze | FI        | 43°46′30.72″N 11°15′19.54″E |
|          | Palazzo Vecchio         | Pubblica (sede del comune di Firenze)                                     | 1540        | 1738 | Firenze | FI        | 43°46′09.53″N 11°15′22.23″E |
|          | Casino di San Marco     | Pubblica (demaniale, concesso all'Istituto universitario europeo)         | 1570        | 1738 | Firenze | FI        | 43°46′44.79″N 11°15′31.17″E |
|          | Palazzo della Crocetta  | Pubblica (museo statale)                                                  | 1620        | 1738 | Firenze | FI        | 43°46′34.46″N 11°15′44.14″E |
|          | Palazzo Medici di Pisa  | Pubblica (prefettura di Pisa)                                             | 1446        | 1738 | Pisa    | PI        | 43°42′52.74″N 10°24′24.44″E |
|          | Palazzo reale di Pisa   | Pubblica (museo statale)                                                  | 1583        | 1738 | Pisa    | PI        | 43°42′58.85″N 10°23′48.25″E |
|          | Palazzo Mediceo         | Pubblica (caserma della Guardia di Finanza)                               | 1543        | 1738 | Livorno | LI        | 43°33′07.26″N 10°18′16.12″E |
|          | Palazzo Granducale      | Pubblica (sede della provincia di Livorno)                                | 1605        | 1738 | Livorno | LI        | 43°42′58.85″N 10°23′48.25″E |
|          | Palazzo reale di Siena  | Pubblica (sede della provincia di Siena)                                  | 1590        | 1738 | Siena   | SI        | 43°33′07.78″N 10°18′32.98″E |
|          | Palazzo Firenze         | Pubblica (sede della Società Dante Alighieri)                             | 1561        | 1587 | Roma    | RM        | 41°54′09.25″N 12°28′33.25″E |
|          | Palazzo Madama          | Pubblica (sede del Senato della Repubblica)                               | 1505        | 1537 | Roma    | RM        | 41°32′08.55″N 12°16′57.86″E |
|          | Villa Madama            | Pubblica (sede di rappresentanza del Ministero degli affari esteri)       | 1518        | 1537 | Roma    | RM        | 41°55′42.07″N 12°27′10.02″E |
|          | Villa Medici            | Demanio della Repubblica francese (sede dell'Accademia di Francia a Roma) | 1576        | 1738 | Roma    | RM        | 41°54′30″N 12°28′57″E       |

Fuori dal territorio nazionale, è da segnalare anche il Palazzo dei granduchi di Toscana situato a Praga sul lato occidentale della piazza denominata Hradcanske Namesti, realizzato alla fine del Seicento e attribuito all'architetto francese Jean Baptiste Mathey.